# Albert de Broglie
Jacques-Victor-Albert, 4. książę de Broglie [də ˈbʀœj] wymowaⓘ (ur. 13 czerwca 1821 w Paryżu, zm. 19 stycznia 1901, tamże) – francuski mąż stanu, arystokrata i polityk, książę de Broglie, premier Francji w latach 1873–1874 oraz w 1877 roku.
W latach 1872–1873 był ministrem spraw zagranicznych, następnie do 1874 ministrem spraw wewnętrznych, a w 1877 roku ministrem sprawiedliwości.

## Życiorys
Był synem premiera Francji Achille’a Charlesa de Broglie i jego żony Albertiny Staël von Holstein. Służył jako dyplomata w Madrycie i Rzymie. W 1846 roku opublikował tłumaczenie systemu religijnego Gottfrieda Wilhelma Leibniza. Podczas rewolucji lutowej w 1848 roku wycofał się z życia publicznego. Rozpoczął wówczas pisanie dla Revue des Deux Mondes oraz dla orleańskiego Le Correspondant. W 1862 roku został wybrany członkiem Akademii Francuskiej.
W 1871 roku został wybrany deputowanym do Zgromadzenia Narodowego z okręgu Eure. Kilka dni później został mianowany ambasadorem Francji w Wielkiej Brytanii. W marcu 1872 roku zrezygnował ze stanowiska ze względu na krytykę jego działań wobec umów handlowych pomiędzy państwami. Powrócił wówczas do Zgromadzenia Narodowego, gdzie stał się krytykiem polityki prezydenta Adolphe Thiersa. 24 maja 1873 prezydent Patrice de Mac Mahon desygnował go na urząd premiera oraz ministra spraw zagranicznych. 26 listopada 1873 roku zakończył urząd ministra spraw zagranicznych, przy czym jednocześnie powierzono mu sprawy wewnętrzne. Jego konserwatywny rząd upadł 18 maja 1874 roku.
Trzy lata później, 16 maja 1877, Mac Mahon ponownie powierzył Broglie’owi utworzenie gabinetu (nadając mu jednocześnie funkcję ministra sprawiedliwości), który ostatecznie nie uzyskał wotum zaufania, a Brogile został 20 listopada tego samego roku zmuszony do rezygnacji. W 1885 roku nie został ponownie wybrany do Zgromadzenia Narodowego po czym zakończył karierę polityczną.